# Abenteuer der Landstraße
Abenteuer der Landstraße (Originaltitel: Movin’ On) ist eine US-amerikanische Fernsehserie, produziert von D’Antoni/Weitz Productions über die Abenteuer zweier gegensätzlicher Fernfahrer gemeinsam „auf Achse“ in ihrem tannengrünen Kenworth W900 auf den Highways der Vereinigten Staaten von Amerika. Die Serie lief mit einem Pilotfilm und 44 Folgen in zwei Staffeln von 1974 bis 1976 in den USA. Ihr Konzept ähnelt dem der kanadischen Serie Cannonball (1958/59; deutsch: Fernfahrer Malone).
Hauptfiguren sind die beiden Trucker Sonny Pruitt und Will Chandler, die von Claude Akins und Frank Converse gespielt werden. Die deutschen Synchronstimmen stammen von Edgar Ott und Norbert Langer. Als Erstausstrahlung in Deutschland liefen 26 Folgen der Serie am 12. Juni 1978 im Vorabendprogramm der ARD. Wiederholungen von Abenteuer der Landstraße liefen als Ausstrahlungen von jeweils 10 Folgen 1981 bis 1982 auf Südwest 3 und von 26 Folgen März bis August 1995 auf TV.München.

## Handlung
Sein ganzes Leben hat der Fernfahrer Sonny Pruitt dafür geschuftet, sich seinen eigenen Truck leisten zu können. Nun ist er stolzer Besitzer eines solchen und fährt als sein eigener Herr über die amerikanischen Highways. Sein Partner Will Chandler ist ein ehemaliger Rechtsanwalt, der zigarrerauchend lieber die Freiheit der Straßen genießt, als im Büro zu sitzen. Die beiden ungleichen Trucker ergänzen sich auf ihren Touren prächtig: Während Sonny bärbeißig, aber immer mit Herz, versucht, die Probleme zu lösen, ist Will Spezialist für komplizierte Fälle. Es geht zum Beispiel um einen verhinderten Versicherungsbetrug, um eine Rodeo-Show oder um einen Skandal im Spielcasino.

## Episoden

### Pilotfilm
| Nr. (ges.) | Nr. (St.) | Deutscher Titel | Originaltitel | Erstausstrahlung USA | Deutschsprachige Erstausstrahlung (ARD) | Regie               | Drehbuch                    |
| ---------- | --------- | --------------- | ------------- | -------------------- | --------------------------------------- | ------------------- | --------------------------- |
| 0          | 0         | –               | In Tandem     | 8. Mai 1974          | –                                       | Bernard L. Kowalski | Robert Collins, Herb Meadow |

### Staffel 1
| Nr. (ges.) | Nr. (St.) | Deutscher Titel    | Originaltitel              | Erstausstrahlung USA | Deutschsprachige Erstausstrahlung (ARD) | Regie             | Drehbuch                 |
| ---------- | --------- | ------------------ | -------------------------- | -------------------- | --------------------------------------- | ----------------- | ------------------------ |
| 1          | 1         | –                  | The Time of His Life       | 12. Sep. 1974        | –                                       | Walter Doniger    | George Kirgo             |
| 2          | 2         | Der Spielteufel    | Roadblock                  | 19. Sep. 1974        | 16. März 1978                           | John Peyser       | Robert Lewin             |
| 3          | 3         | –                  | Grit                       | 26. Sep. 1974        | –                                       | Hy Averback       | William Putman           |
| 4          | 4         | –                  | Lifeline                   | 3. Okt. 1974         | –                                       | John Peyser       | James Menzies            |
| 5          | 5         | –                  | The Trick Is to Stay Alive | 10. Okt. 1974        | –                                       | Michael O’Herlihy | Dan Ullman               |
| 6          | 6         | Die Rodeo-Show     | The Cowhands               | 24. Okt. 1974        | 9. Feb. 1978                            | Paul Stanley      | Eugene Price             |
| 7          | 7         | –                  | The Good Life              | 7. Nov. 1974         | –                                       | Richard Benedict  | George Kirgo             |
| 8          | 8         | –                  | Games                      | 14. Nov. 1974        | –                                       | Charles S. Dubin  | Stephen Kandel           |
| 9          | 9         | –                  | Hoots                      | 21. Nov. 1974        | –                                       | Michael O’Herlihy | Jim Byrnes               |
| 10         | 10        | –                  | Good for Laughs            | 28. Nov. 1974        | –                                       | Sutton Roley      | Mann Rubin               |
| 11         | 11        | Las Vegas          | High Rollers               | 5. Dez. 1974         | 2. Feb. 1978                            | Leonard Horn      | Ken Kolb                 |
| 12         | 12        | Heimkehr           | Goin’ Home (1)             | 12. Dez. 1974        | 5. Jan. 1978                            | Paul Stanley      | George Kirgo             |
| 13         | 13        | Das Kollier        | Goin’ Home (2)             | 19. Dez. 1974        | 12. Jan. 1978                           | Paul Stanley      | George Kirgo             |
| 14         | 14        | Der Oldtimer       | Antiques                   | 26. Dez. 1974        | 26. Jan. 1978                           | Charles S. Dubin  | Eugene Price             |
| 15         | 15        | Der Windhund       | Explosion                  | 2. Jan. 1975         | 9. März 1978                            | Richard Newton    | Jack March               |
| 16         | 16        | Der Bergrutsch     | Landslide                  | 16. Jan. 1975        | 2. März 1978                            | George Fenady     | Ken Kolb                 |
| 17         | 17        | –                  | Fraud                      | 30. Jan. 1975        | –                                       | Seymour Robbie    | Michael Fisher           |
| 18         | 18        | Waffenschmuggel    | Ammo                       | 6. Feb. 1975         | 30. März 1978                           | George Fenady     | Robert C. Dennis         |
| 19         | 19        | Die Tätowierung    | Tattoos                    | 13. Feb. 1975        | 23. Feb. 1978                           | Michael O’Herlihy | John G. Wilson, Ken Kolb |
| 20         | 20        | Die Entführung     | Ransom [Ann’s Party]       | 20. Feb. 1975        | 19. Jan. 1978                           | Alex Grasshoff    | Stephen Kandel           |
| 21         | 21        | Zwei Frauen zuviel | The Price of Loving        | 2. Apr. 1975         | 23. März 1978                           | Seymour Robbie    | Eugene Price             |
| 22         | 22        | Hochzeitsglocken   | Weddin’ Bells              | 9. Apr. 1975         | 16. Feb. 1978                           | Michael O’Herlihy | George Kirgo             |

### Staffel 2
| Nr. (ges.) | Nr. (St.) | Deutscher Titel              | Originaltitel                                                      | Erstausstrahlung USA | Deutschsprachige Erstausstrahlung (ARD) | Regie           | Drehbuch                                      |
| ---------- | --------- | ---------------------------- | ------------------------------------------------------------------ | -------------------- | --------------------------------------- | --------------- | --------------------------------------------- |
| 23         | 1         | Pianist gesucht              | Stowaway                                                           | 9. Sep. 1975         | 22. Juni 1978                           | Corey Allen     | Gwen Bagni, Paul Dubov                        |
| 24         | 2         | Bombe an Bord                | From Baltimore to Eternity                                         | 16. Sep. 1975        | 18. Mai 1978                            | Allen Reisner   | Jimmy Sangster                                |
| 25         | 3         | –                            | The Toughest Men in America                                        | 23. Sep. 1975        | –                                       | Lawrence Dobkin | David Harmon                                  |
| 26         | 4         | Elefant auf Rädern           | The Elephant Story                                                 | 30. Sep. 1975        | 20. Juli 1978                           | Leo Penn        | Stanley Z. Cherry                             |
| 27         | 5         | –                            | ... To Be in Carolina                                              | 14. Okt. 1975        | –                                       | Michael Schultz | Gwen Bagni, Paul Dubov                        |
| 28         | 6         | Der Truck ist weg            | General Delivery                                                   | 4. Nov. 1975         | 29. Juni 1978                           | Leo Penn        | David Harmon                                  |
| 29         | 7         | –                            | The Big Wheel                                                      | 11. Nov. 1975        | –                                       | Allen Reisner   | Jimmy Sangster                                |
| 30         | 8         | –                            | Prosperity #1                                                      | 18. Nov. 1975        | –                                       | Corey Allen     | Ron Bishop                                    |
| 31         | 9         | In den Dschungel verschleppt | Please Don’t Talk to the Driver                                    | 25. Nov. 1975        | 15. Juni 1978                           | Jack Priestley  | Jimmy Sangster                                |
| 32         | 10        | Der Weg ins Nirgendwo        | Long Way to Nowhere [The Long Haul]                                | 2. Dez. 1975         | 20. Apr. 1978                           | Jerry Jameson   | David Harmon                                  |
| 33         | 11        | Der Ausbrecher               | Breakout                                                           | 9. Dez. 1975         | 13. Apr. 1978                           | Lawrence Dobkin | Jimmy Sangster                                |
| 34         | 12        | –                            | Love, Death and Laura Brown                                        | 16. Dez. 1975        | –                                       | Lawrence Dobkin | Nancy Greenwald                               |
| 35         | 13        | –                            | Will the Last Trucker Leaving Charlotte Please Turn Out the Lights | 23. Dez. 1975        | –                                       | Ernest Pintoff  | Glenn Schiffman                               |
| 36         | 14        | Unterwegs in den Wolken      | The Old South Will Rise Again                                      | 6. Jan. 1976         | 6. Apr. 1978                            | Bob Kelljan     | Jimmy Sangster                                |
| 37         | 15        | –                            | Witch Hunt                                                         | 13. Jan. 1976        | –                                       | Jack Arnold     | Orville H. Hampton                            |
| 38         | 16        | Der große Dreh               | The Big Switch                                                     | 20. Jan. 1976        | 11. Mai 1978                            | Allen Reisner   | Jimmy Sangster                                |
| 39         | 17        | –                            | Woman of Steel                                                     | 27. Jan. 1976        | –                                       | Lawrence Dobkin | Phyllis & Robert White                        |
| 40         | 18        | Süßes Leben                  | Living It Up!                                                      | 3. Feb. 1976         | 13. Juli 1978                           | Anton M. Leader | Jimmy Sangster, Ernie Frankel                 |
| 41         | 19        | Auf Sand gebaut              | Home Is Not a House                                                | 10. Feb. 1976        | 6. Juli 1978                            | Jack Priestley  | Jimmy Sangster, Karl Tunberg, Terence Tunberg |
| 42         | 20        | Kleines Biest                | No More Sad Songs                                                  | 17. Feb. 1976        | 27. Apr. 1978                           | Bob Kelljan     | Jimmy Sangster                                |
| 43         | 21        | Das Millionenwrack           | Full Fathom Five                                                   | 24. Feb. 1976        | 8. Juni 1978                            | Leo Penn        | Jimmy Sangster                                |
| 44         | 22        | –                            | Sing It Again, Sonny                                               | 2. März 1976         | –                                       | Jack Arnold     | Jim Allen, Stanley Z. Cherry                  |

## Produktionsnotizen
Für den Ton waren Larry Hadsell und Hal Watkins verantwortlich, die Kostüme lieferten Ken Harvey (35 Folgen, 1974–1976) und Izzy Berne (8 Folgen, 1976). Rod Wilson sowie John Alese zeichneten als Maskenbildner verantwortlich. Die Ausstattung kam von Edward Aiona (28 Folgen, 1974–1976) und Gerald Wade (16 Folgen, 1975–1976). Die musikalische Leitung hatte Harry V. Lojewski (44 Folgen, 1974–1976) Drehorte des Films lagen hauptsächlich in Charlotte, North Carolina. Andere Episoden vor allem der ersten Staffel wurden aber auch in Oregon, Idaho, Utah, Nevada, Arizona und Kalifornien gedreht.

## Titelmusik (Theme)
Die Titelmusik zur Serie wurde von Komponist Merle Haggard komponiert. Den Titelsong Movin’ On sang ebenfalls Merle Haggard. Die Scores aus den einzelnen Folgen stammen unter anderem von den Komponisten Earle Hagen (22 Folgen, 1975–1976), George Romanis (10 Folgen, 1974–1975), Nelson Riddle (4 Folgen, 1974–1975), Don Ellis (2 Folgen, 1974) oder Pete Rugolo (1 Folge, 1974).

## DVD
Eine deutsche DVD-Fassung der Serie Abenteuer der Landstraße erschien beim Label Pidax als Vol. 1 auf 4 DVDs mit 13 Folgen am 25. Januar 2019, eine zweite Staffel als Vol. 2 ebenfalls mit 13 Episoden wurde am 29. März 2019 veröffentlicht.

## Hintergrundinformationen
- Die TV-Serie Movin’ On war eine der Lieblingsserien von Präsident Gerald Ford. Der 90-minütige Pilotfilm lief im Original unter dem Titel In Tandem.[8]
- Viele Film- und Fernsehstars gaben sich in der NBC-Serie in Gastrollen ein Stelldichein.[9]

## Gaststars
- Sheree North als Dinah (2 Folgen, 1974)
- John Vernon als Felton / … (2 Folgen, 1974)
- Gary Merrill als Paul Lorimer / … (2 Folgen, 1974–1975)
- Paul Carr als Bob Powers / … (2 Folgen, 1975)
- Scott Brady als Murphy / … (2 Folgen, 1974–1975)
- Will Hutchins als Slim (2 Folgen, 1974)
- Cliff Osmond als Momo / … (2 Folgen, 1976)
- Jamie Smith-Jackson als Julie (2 Folgen, 1974)
- Jeff Conaway als Mike / … (2 Folgen, 1975)
- Woodrow Parfrey … Jack Wentworth (2 Folgen, 1974)
- Jerell O. Malone … Jerry Malone (2 Folgen, 1974)
- Paul Mantee … Lt. Commander Shaw / … (2 Folgen, 1974–1975)
- Gene Tracy als Verbrecher / … (2 Folgen, 1974–1975)

## Kreative Köpfe der Serie
| - Michael O’Herlihy (4 Folgen, 1974–1975) - Lawrence Dobkin (4 Folgen, 1975–1976) - Paul Stanley (3 Folgen, 1974) - Leo Penn (3 Folgen, 1975–1976) - Allen Reisner (3 Folgen, 1975–1976) - Charles S. Dubin (2 Folgen, 1974) - John Peyser (2 Folgen, 1974) - Jack Priestley (2 Folgen, 1975–1976) - Corey Allen (2 Folgen, 1975) - Georg Fenady (2 Folgen, 1975) - Seymour Robbie (2 Folgen, 1975) - Jack Arnold (2 Folgen, 1976) - Bob Kelljan (2 Folgen, 1976) - Ted D. Landon (22 Folgen, 1974–1975) - Jack Priestley (17 Folgen, 1975–1976) - William H. Steiner (3 Folgen, 1975–1976) - Robert B. Hauser (2 Folgen, 1976) | - Philip D’Antoni (45 Folgen, 1974–1976) - Barry J. Weitz (45 Folgen, 1974–1976) - Jimmy Sangster (10 Folgen, 1975–1976) - George Kirgo (5 Folgen, 1974–1975) - Ken Kolb (3 Folgen, 1974–1975) - Eugene Price (3 Folgen, 1974–1975) - Stephen Kandel (2 Folgen, 1974–1975) - Stanley Z. Cherry (2 Folgen, 1975–1976) - Gwen Bagni (2 Folgen, 1975) - Paul Dubov (2 Folgen, 1975) - David P. Harmon (3 Folgen, 1975) - Howard Deane (9 Folgen, 1974–1975) - Carroll Sax (9 Folgen, 1975–1976) - Jack Horger (6 Folgen, 1974–1975) - Larry L. Mills (6 Folgen, 1974–1975) - Dick Wormell (5 Folgen, 1975–1976) |